# Robbit mon Dieu
Robbit mon Dieu (ロビット・モン・ジャ), parfois référé comme Jumping Flash! 3, est un jeu de plates-formes 3D pour la PlayStation de Sony Computer Entertainment. Il fut développé par SCE Japan Studio et publié par Sony Computer Entertainment et lancé exclusivement au Japon en 1999. C'est le troisième et dernier jeu de la série Jumping Flash!. Celui-ci fut lancé sur la PlayStation Network japonaise au 26 juillet 2007.

## Histoire
Les habitants de Hananuma font face à de nombreux problèmes qu'ils sont inaptes à résoudre seuls, et leur appel à l'aide est entendu par la Mairie Universelle, qui envoie Robbit à Hananuma pour rectifier les choses et faire retrouver une fois de plus la paix aux habitants.

## Jouabilité
Les contrôles de jouabilité sont virtuellement identiques aux jeux précédents, avec la réduction de cases à armes spéciales de trois à une, et l'ajout d'un mouvement percutant en appuyant sur le bouton triangle en l'air. Mais au lieu de vagabonder dans des mondes à collecter des Jet Pods ou des Muu Muus, l'objectif de chaque niveau varie de simplement tourner sur quatre roues d'eau pour détruire treize fantômes dans un cimetière à amener quelqu'un chez soi.

## Accueil
Robbit Mon Dieu fut généralement bien reçu par les fans, mais moins que ses prédécesseurs. La publication vidéoludique Famitsu lui attribua une note de 31 sur 40,. Le site web GameSpot lui donna un 5,4 sur 10, le citant comme une suite décevante.